# Bodil Kornbek
Bodil Holmberg Kornbek, född 10 augusti 1961 i Köpenhamn, är en dansk politiker. Hon var partiledare för Kristendemokraterne 2005-2008 och är sedan 2009 socialdemokratisk ledamot i Lyngby-Taarbæk kommun. Hon var folketingsledamot 2001-2005 för Kristendemokraterne.
Kornbek blev utexaminerad lärare från Jonstrup Seminarium 1987. Hon har tidigare varit medlem och aktiv i den danska pingströrelsen. Hon är numera medlem i den danska folkkyrkan. Hon gick med i Kristendemokraterne 1998 och var partiordförande i Köpenhamns amt 2000-2001. Hon blev invald i Folketinget i november samma år och blev partiets talesperson inom områdena utbildning, integrations, jämställdhet, kultur och energipolitik. Hon förlorade sitt mandat i valet 2005 då Kristendemokraterne åkte ur Folketinget. Hon blev samma år vald till Marianne Karlsmoses efterträdare som partiledare. Hon försökte profilera partiet inom bl.a. social- och miljöpolitiken. Detta på bekostnad av traditionella kärnfrågor som restriktiv abort och porr, vilket mötte motstånd inom partiet. Det resulterade bl.a. i att f.d. partiledaren Jann Sjursen lämnade partiet. Inför valet 2007 gav hon dessutom partiets stöd till socialdemokraten Helle Thorning-Schmidt som statsministerkandidat.
Då Kristendemokraterne inte lyckades komma in i Folketinget vid valet 2007 tvingades Kornbek avgå som partiledare samma år. Hon ersattes av Bjarne Hartung Kirkegaard. Kort därefter lämnade hon partiet och gick med i Socialdemokraterne. Sedan 2009 är hon socialdemokratisk ledamot i Lyngby-Taarbæk kommun. Hon var även folketingskandidat 2011, men blev inte vald. Sedan 2013 är hon även ledamot i regionsrådet i Region Hovedstaden.